# NGC 5773
NGC 5773 (również PGC 53124 lub UGC 9571) – galaktyka spiralna (Sa), znajdująca się w gwiazdozbiorze Wolarza. Odkrył ją William Herschel 16 maja 1784 roku. Jest to galaktyka z aktywnym jądrem typu LINER.